# Трентон (Кентуккі)
Трентон (англ. Trenton) — місто (англ. city) в США, в окрузі Тодд штату Кентуккі. Населення — 326 осіб (2020).

## Географія
Трентон розташований за координатами 36°43′22″ пн. ш. 87°15′48″ зх. д. / 36.72278° пн. ш. 87.26333° зх. д. (36.722796, -87.263263).  За даними Бюро перепису населення США в 2010 році місто мало площу 1,43 км², з яких 1,43 км² — суходіл та 0,00 км² — водойми.

## Демографія
Згідно з переписом 2010 року, у місті мешкали 384 особи в 160 домогосподарствах у складі 110 родин. Густота населення становила 268 осіб/км².  Було 186 помешкань (130/км²).
Расовий склад населення:
| - 84,4 % — білих - 11,5 % — чорних або афроамериканців - 0,5 % — корінних американців - 0,3 % — вихідців з тихоокеанських островів |

До двох чи більше рас належало 3,1 %. Частка іспаномовних становила 1,3 % від усіх жителів.
За віковим діапазоном населення розподілялося таким чином: 21,1 % — особи молодші 18 років, 59,6 % — особи у віці 18—64 років, 19,3 % — особи у віці 65 років та старші. Медіана віку мешканця становила 42,2 року. На 100 осіб жіночої статі у місті припадало 93,9 чоловіків;  на 100 жінок у віці від 18 років та старших — 90,6 чоловіків також старших 18 років.
Середній дохід на одне домашнє господарство  становив 56 416 доларів США (медіана — 48 125), а середній дохід на одну сім'ю — 70 533 долари (медіана — 57 375). Медіана доходів становила 41 953 долари для чоловіків та 35 833 долари для жінок. За межею бідності перебувало 9,7 % осіб, у тому числі 4,0 % дітей у віці до 18 років та 20,7 % осіб у віці 65 років та старших.
Цивільне працевлаштоване населення становило 174 особи. Основні галузі зайнятості: виробництво — 27,6 %, освіта, охорона здоров'я та соціальна допомога — 16,7 %, транспорт — 11,5 %, фінанси, страхування та нерухомість — 7,5 %.